# Xenoloba nagaii
Xenoloba nagaii är en skalbaggsart som beskrevs av Sakai 1998. Xenoloba nagaii ingår i släktet Xenoloba och familjen Cetoniidae. Inga underarter finns listade i Catalogue of Life.